# Matija Mišić
Matija Mišić (Županja, 30. siječnja 1992.) je hrvatski nogometaš koji trenutačno igra za NK BSK Bijelo Brdo kao veznjak.